# Wide Field Camera 3

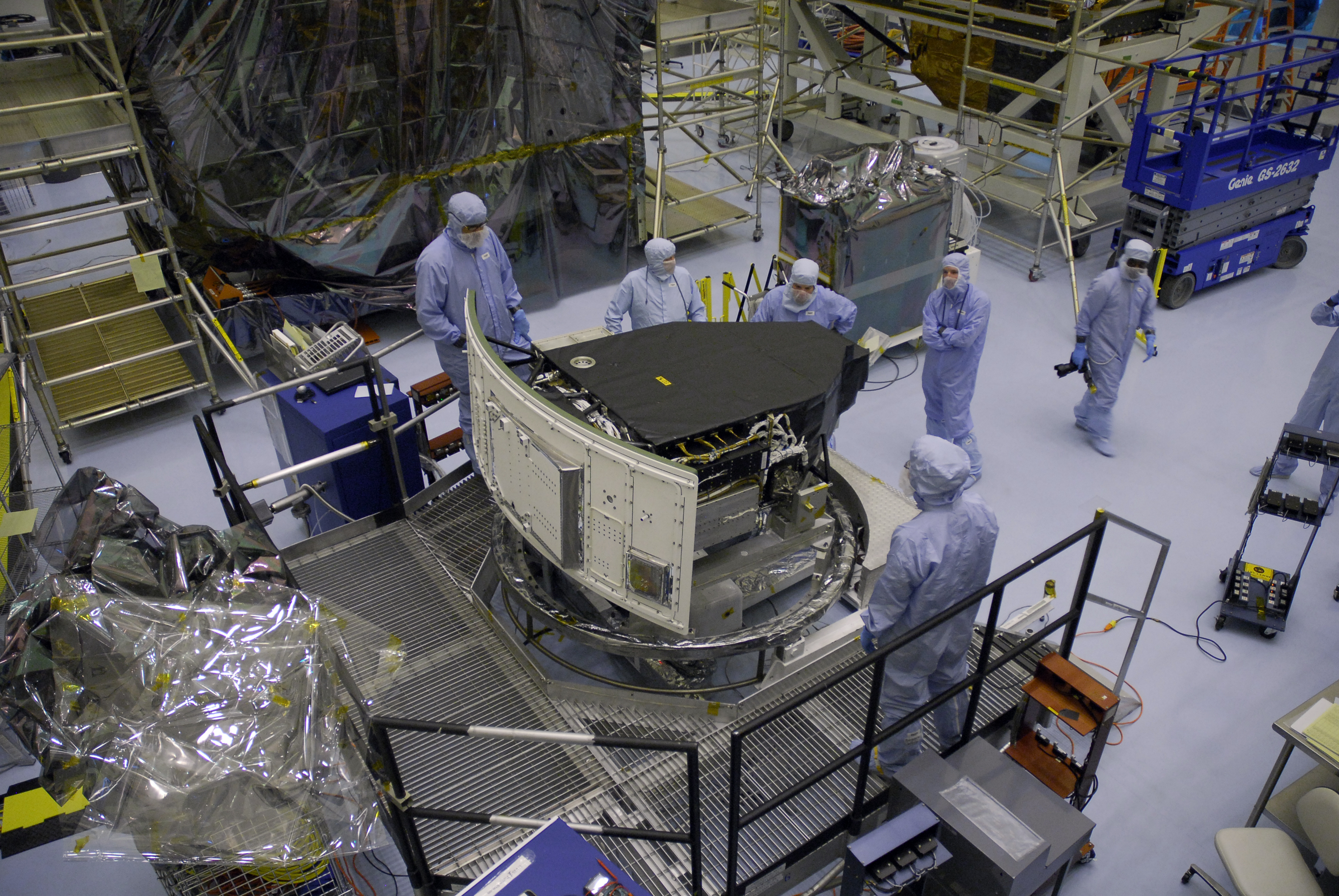
La caméra à large champ 3 WFC3 en préparation pour son lancement à bord du STS-125.

La caméra à large champ 3 (Wide Field Camera 3, WFC3) est le dernier instrument du télescope spatial Hubble et le plus avancé sur le plan technologique pour prendre des images dans le spectre visible. Cette caméra est installée en remplacement de la caméra WFPC2 (Wide Field and Planetary Camera 2) lors de la première sortie extravéhiculaire de la mission STS-125 de la navette spatiale Atlantis le 14 mai 2009.
En 2021, l'outil est toujours opérationnel.

## Description

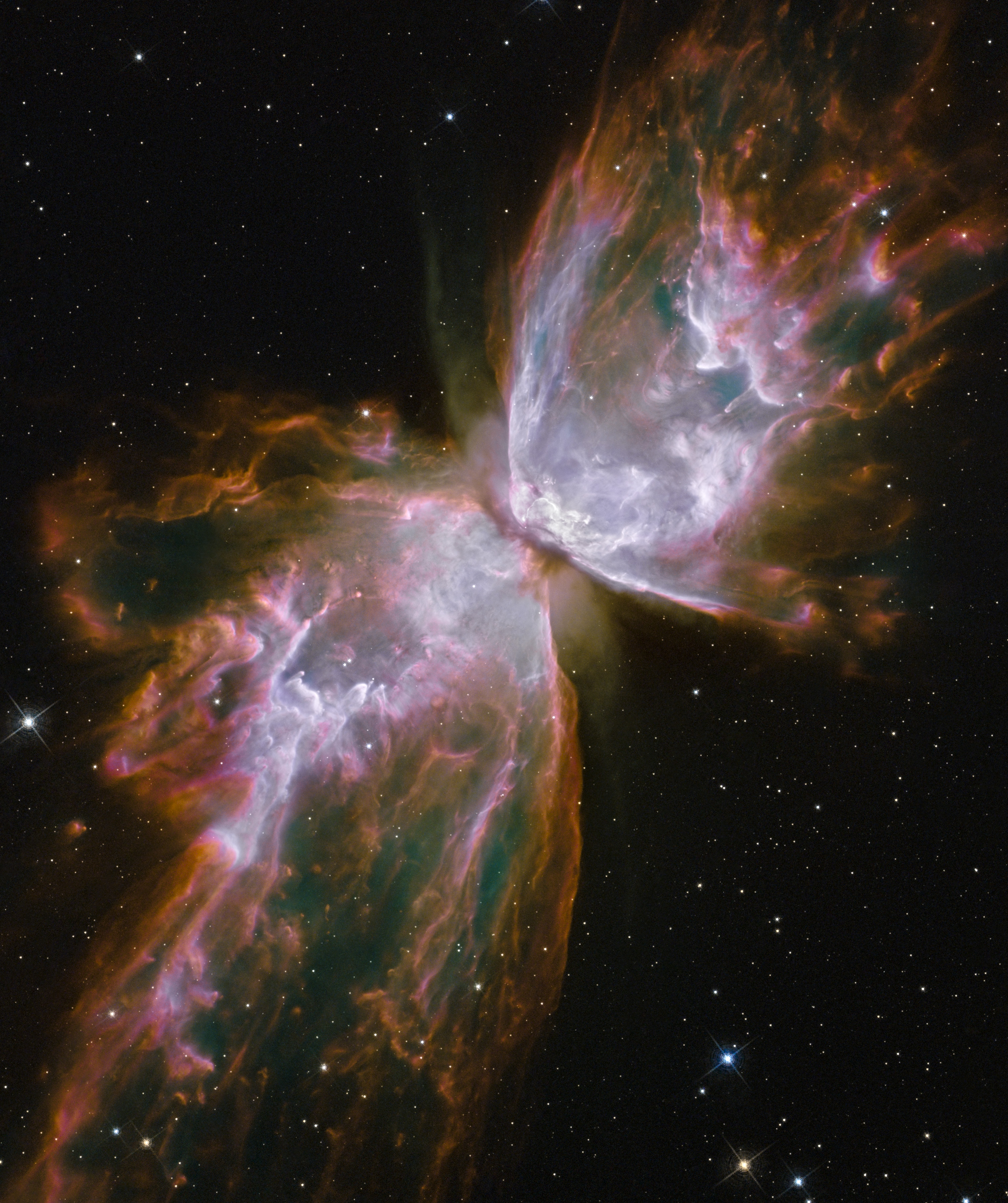
NGC 6302 imagée par WFC3 en 2009.

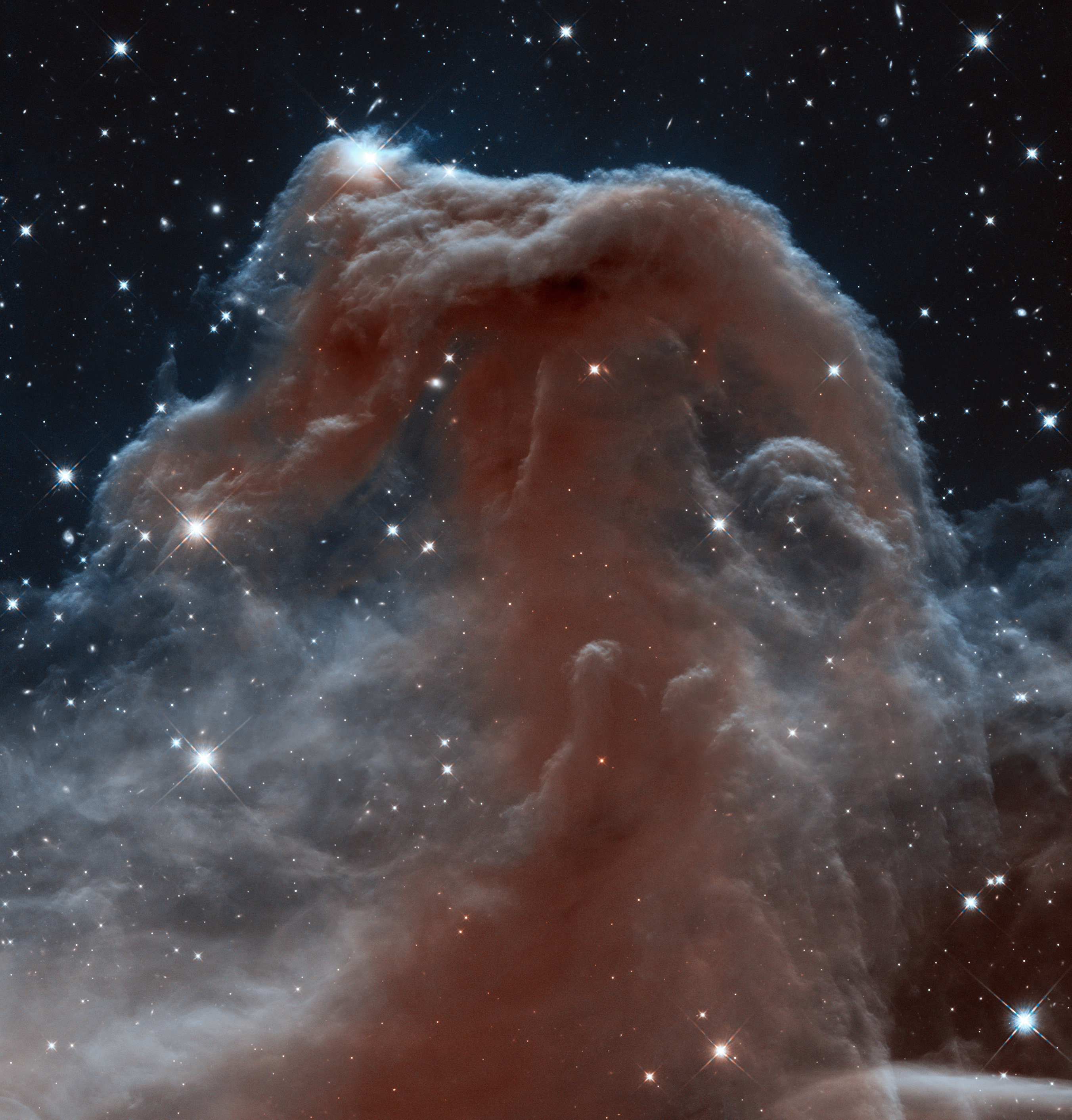
Vue infrarouge du WFC3 de la nébuleuse de la Tête de Cheval.

L'instrument est conçu pour être une caméra polyvalente capable d'imager des cibles astronomiques sur une très large gamme de longueurs d'onde et avec un large champ de vision. C'est un instrument de quatrième génération pour Hubble.
Il dispose de deux chemins lumineux indépendants : un canal UV et optique qui utilise une paire de capteurs photographiques CCD pour enregistrer des images de 200 à 1000 nm ; et un réseau de détecteurs proche infrarouge qui couvre la gamme de longueurs d'onde de 800 à 1700 nm.
Le canal UV/optique a deux CCD, chacun de 2048 × 4096 pixels, tandis que le détecteur IR est de 1024 × 1024 pixels. Les plans focaux des deux canaux sont conçus spécifiquement pour cette caméra. Le canal optique a un champ de vision de 164 sur 164 secondes d'arc (2,7 sur 2,7 minutes d'arc, environ 8,5 % du diamètre de la pleine lune vue de la Terre) avec 0,04 seconde d'arc par pixel. Cette vue est comparable à la WFPC2 et est légèrement plus petite que celle de la ACS. Le canal proche infrarouge a un champ de vision de 135 par 127 secondes d'arc (2,3 par 2,1 minutes d'arc) avec 0,13 seconde d'arc par pixel, et a un champ de vision beaucoup plus large que la Near Infrared Camera and Multi-Object Spectrometer, qu'il a été conçu pour remplacer largement. Le canal proche infrarouge est un pionnier pour le télescope spatial James-Webb.
Les deux canaux possèdent une variété de filtres à large bande et à bande étroite, ainsi que des prismes et des grismes qui permettent une spectroscopie à champ large et à très basse résolution utile pour les recherches. Le canal optique couvre le spectre visible (380 nm à 780 nm) avec un rendement élevé, et est également capable de voir dans le proche ultraviolet (jusqu'à 200 nm).
Le canal IR est conçu pour manquer de sensibilité au-delà de 1700 nm (par rapport au 2500 nm limite pour NICMOS) pour éviter d'être submergé par le fond thermique provenant de la structure HST relativement chaude. Cela permet au WFC3 d'être refroidi à l'aide d'un refroidisseur thermoélectrique au lieu de transporter un cryogène consommable pour refroidir l'instrument.

## Histoire
Le WFC3 étais en cours de planification depuis le printemps 1998. Il est construit par une équipe d'ingénieurs et de scientifiques Hubble issus de nombreuses organisations, dirigés par le Goddard Space Flight Center dans le Maryland. Le WFC3 est construit principalement au Goddard Space Flight Center and Ball Aerospace au Colorado. Diverses pièces sont fabriquées par des entrepreneurs aux États-Unis et au Royaume-Uni.
Le lancement de l'instrument était prévu par la NASA avec le STS-125 le 14 octobre 2008, mais la mission a été reportée en raison de réparations supplémentaires nécessaires. La mission a été lancée le 11 mai 2009 et le WFC3 a été installé le 14 mai par les astronautes John M. Grunsfeld et Andrew J. Feustel.

### Piliers de la création du WFC3

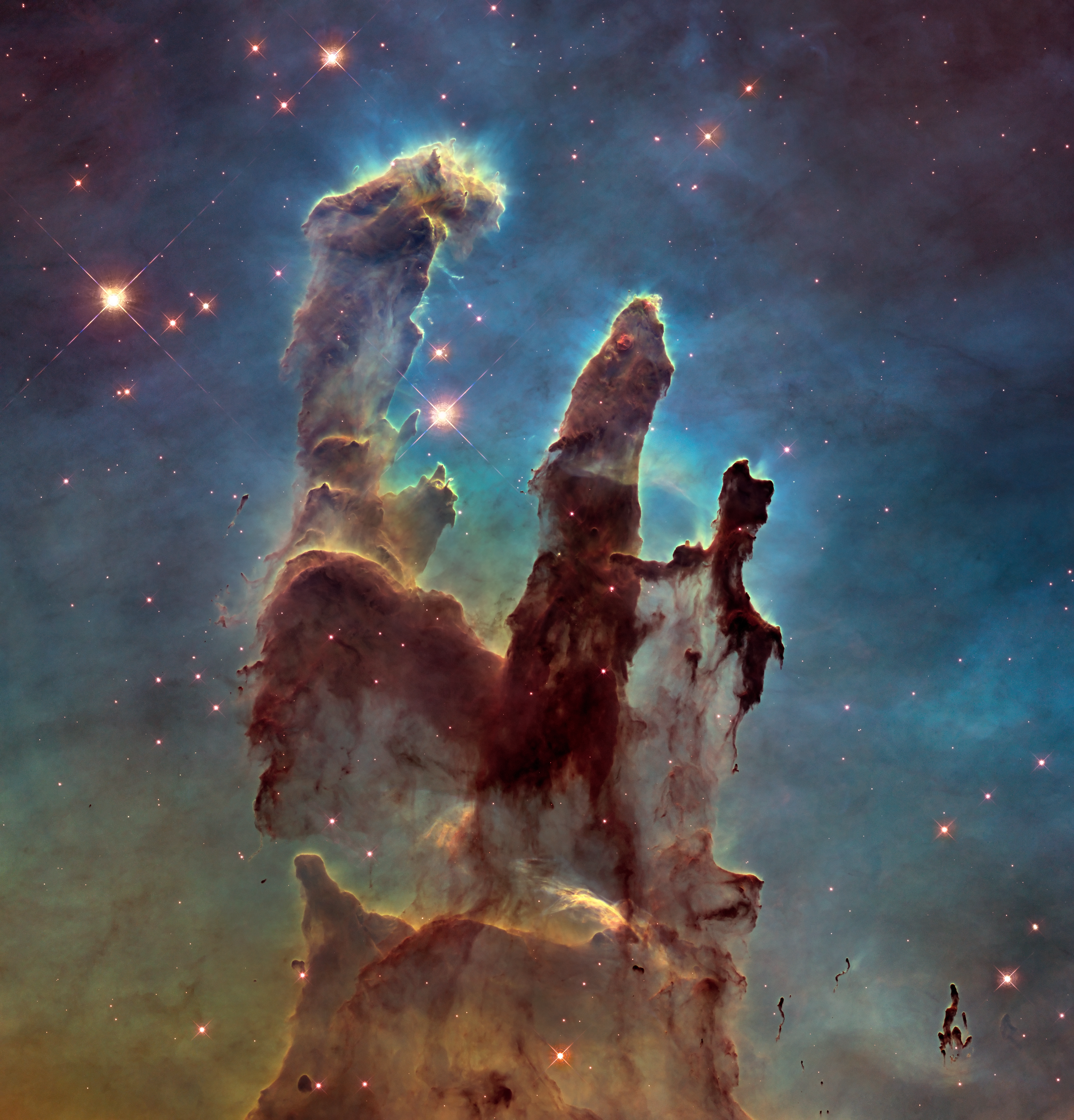
Image des Piliers de la création réalisée par le WFC3.

Pour célébrer le 25e anniversaire du lancement du télescope spatial Hubble, les astronomes ont assemblé une photographie plus grande et à plus haute résolution des Piliers de la création, qui a été dévoilée en janvier 2015 lors de la réunion de l'American Astronomical Society à Seattle. L'image est produite en utilisant une exposition proche infrarouge et à la lumière visible.
La version 1995 de cette photo d'une partie de la nébuleuse de l'Aigle avait été prise avec son prédécesseur le WFPC2.

### À partir de 2015
Le 8 janvier 2019, l'instrument rencontre un problème matériel suspect et l'ordinateur de bord suspend les opérations avec le WFC3 tandis que les autres instruments continuent de fonctionner. La NASA déclare plus tard que le problème était lié au logiciel et a ramené l'instrument à un état normal le 17 janvier 2019.